# King Midas in Reverse
"King Midas in Reverse" är en låt lanserad av The Hollies i september 1967. Låten skrevs enbart av Graham Nash, men Tony Hicks och Allan Clarke står ändå med som upphovsmän. Låten har en storstilad produktion med orkester, och texten var betydligt mer allvarlig än tidigare. Huvudpersonen i texten jämför sig med Kung Midas då allt han rör vid drabbas negativt.
De flesta av Hollies singlar tog sig ofta upp på topp 10-placering på singellistorna i Europa vid den här tiden, men denna låts mer allvarliga natur var kanske en orsak till att den i flera länder bara blev en mindre hit. Gruppen kom senare att återvända till mer lättillgänglig musik med singlarna "Jennifer Eccles" och "Sorry Suzanne".

## Listplaceringar
| Lista (1967)   | Position                              |
| -------------- | ------------------------------------- |
| Australien     | 17 (Go Set)                           |
| Danmark        | 18 (DR "Top 20")                      |
| Kanada         | 31 (RPM)                              |
| Nederländerna  | 16                                    |
| Nya Zeeland    | 14 (NZ Listner)                       |
| Storbritannien | 18                                    |
| Sverige        | 17 (Kvällstoppen)                     |
| Sverige        | - (Testad på Tio i topp, ej inröstad) |
| USA            | 51 (Billboard Hot 100)                |
| Västtyskland   | 31                                    |